# ヴィラ・クゥクゥ
ヴィラ・クゥクゥ(VILLA COUCOU、近藤邸）は、1952年にル・コルビュジエのアトリエから帰国した建築家吉阪隆正の代表作と位置付けられている。1957年竣工、東京都渋谷区に所在している。

## 概要
施主の近藤等は、フランス文学研究者で早稲田大学名誉教授、山岳関係の著作が多数あり、世界の山々を登りフランス政府からレジオン・ドヌール勲章を受章、シャモニー名誉市民、日本山岳会名誉会員としても知られている。吉阪と近藤は早稲田大学の山岳部時代の友人であり、近藤夫妻の住居として設計されたものである。VILLA COUCOUは、近藤夫人のニックネーム「COUCOU」(カッコウ)から名付けられた。

## 住宅の継承
夫妻の没後、この住宅は解体も検討されたが、2016年女優の鈴木京香がこの住宅を受け継ぎ、新素材研究所の杉本博司と榊田倫之と協働してリニューアルを行った。鈴木が所有する以前は、施主の意向により内部が公開されることはなかったが、リニューアル後は内部を定期的に公開している。

## 受賞
鈴木京香は、取り壊しの危機にあった吉阪隆正とU研究室設計の住宅「ヴィラ・クゥクゥ（旧近藤邸）」（東京・渋谷区）を個人で購入。その保存再生と一般公開を視野に入れた改修を行ったことを評価して、2023年日本建築学会から、日本建築学会文化賞を授与された。